# Tháng 10 năm 2008
Trang này liệt kê những sự kiện quan trọng vào tháng 10 năm 2008.

## Thứ tư, ngày1 tháng 10
- Tòa án Tối cao Liên bang Nga tuyên bố rằng nhà Romanov bị đàn áp chính trị, chính thức giải tội cho Sa hoàng Nikolai II. Reuters Lưu trữ ngày 6 tháng 10 năm 2008 tại Wayback Machine
- 50 hải tặc Somalia chiếm giữ tàu biển Ukraina MV Faina, cũng như vũ khí, đạn dược, và 33 chiếc xe tăng T-72 trên tàu. TTO Lưu trữ ngày 6 tháng 12 năm 2008 tại Wayback Machine

## Thứ sáu, ngày3 tháng 10
- Tổng thống George W. Bush ký Dự luật Bình ổn Kinh tế Khẩn cấp. BBC VOA
- Các điều tra viên tìm ra phần thi hài gần chiếc máy bay đổ nát, được cho là của Steve Fossett, triệu phú Mỹ bị mất tích trên California cách đây một năm. TTO[liên kết hỏng] VOA

## Thứ hai, ngày6 tháng 10
- Luc Montagnier và Françoise Barré-Sinoussi, những người khám phá ra virus HIV, cũng như Harald zur Hausen, người liên kết virus papilloma ở người với ung thư cổ tử cung, giành được Giải Nobel Sinh lý và Y khoa. BBC VNN
- Đức, Ireland, và Hy Lạp bảo đảm các tài khoản tiết kiệm trong ngân hàng, sau khi BNP Paribas mua đa số cổ phần của Fortis và chính phủ Hoa Kỳ sửa soạn mua lại hàng tỷ Mỹ kim chứng khoán nhận cầm cố và thương phiếu.

## Thứ ba, ngày7 tháng 10
- Thiên thạch 2008 TC3 xuống đất tại Sudan, lần đầu tiên một thiên thạch được khám phá ra trước khi va chạm vào Trái Đất, do dự án Spaceguard và Trung tâm Tiểu hành tinh. NASA Lưu trữ ngày 21 tháng 2 năm 2015 tại Wayback Machine
- Taliban đứt quan hệ với al-Qaeda, sau cuộc đàm phán hòa bình do Ả Rập Xê Út làm trung gian. VNN VOA
- Nambu Yōichirō, Kobayashi Makoto, và Masukawa Toshihide giành được Giải Nobel Vật lý. BBC VNN

## Thứ tư, ngày8 tháng 10
- Shimomura Osamu, Martin Chalfie, và Roger Y. Tsien giành được Giải Nobel Hóa học vì protein GFP.
- Các ngân hàng trung ương của Hoa Kỳ, châu Âu, Anh, Thụy Sĩ, Canada, Thụy Điển, Úc, CHNDTH, và Hồng Kông đều giảm lãi suất. BBC Reuters Lưu trữ ngày 11 tháng 10 năm 2008 tại Wayback Machine VNN VOA

## Thứ năm, ngày9 tháng 10
- Nhà văn Pháp Jean-Marie Gustave Le Clézio giành được Giải Nobel Văn học.
- Trong khủng hoảng chính trị Thái Lan, Tòa Phúc thẩm Thái Lan thu hồi cáo buộc nổi dậy chống các lãnh đạo Liên minh Dân chủ Nhân dân. VNN

## Thứ sáu, ngày10 tháng 10
- Martti Ahtisaari, cựu tổng thống Phần Lan và cũng là một nhà ngoại giao của Liên Hợp Quốc, giành được giải Nobel Hòa bình. BBC VNN VOA
- Tổng giám đốc Cảnh sát Singapore Khâu Văn Huy được bầu làm Tổng giám đốc Tổ chức Cảnh sát Hình sự Quốc tế (Interpol).
- Trong khủng hoảng chính trị Thái Lan, 7 lãnh đạo Liên minh Dân chủ Nhân dân đầu hàng cảnh sát ngày sau khi Tòa Phúc thẩm Thái Lan thu hồi các cáo buộc nổi dậy. VNN VOA

## Thứ bảy, ngày11 tháng 10
- Bộ Ngoại giao Hoa Kỳ rút CHDCND Triều Tiên khỏi danh sách các quốc gia tài trợ cho khủng bố.
- Trong Chiến tranh Nam Ossetia, các giám sát viên Liên minh châu Âu xác nhận rằng Nga đã rút quân khỏi Gruzia đúng thời hạn.

## Thứ hai, ngày13 tháng 10
- Nhà kinh tế học Mỹ Paul Krugman giành được Giải Nobel Kinh tế.

## Thứ ba, ngày14 tháng 10
- Nhà văn Ấn Độ Aravind Adiga giành được Giải Man Booker với tiểu thuyết The White Tiger.

## Thứ tư, ngày15 tháng 10
- Đảng Bảo thủ, dưới sự lãnh đạo của Thủ tướng Stephen Harper, tái thắng cử trong cuộc bầu cử liên bang tại Canada.

## Thứ năm, ngày16 tháng 10
- Ilham Aliyev tái thắng cử Tổng thống Azerbaijan.
- Vài loại amino acid được khám phá ra trong bình còn lại từ thí nghiệm Miller–Urey năm 1953, trừ ra những axít Stanley Miller đã nhận ra. BBC

## Thứ sáu, ngày17 tháng 10
- NASA thử sửa máy móc trên Kính viễn vọng không gian Hubble không thành công.
- Thổ Nhĩ Kỳ, Áo, Nhật Bản, México, và Uganda được Đại hội đồng Liên Hợp Quốc bầu vào Hội đồng Bảo an.

## Thứ tư, ngày22 tháng 10
- Tổ chức Nghiên cứu Vũ trụ Ấn Độ phóng lên Chandrayaan-1, một chuyến bay thám hiểm Mặt Trăng không chở người.
- Tòa án Tối cao Thái Lan kết án cựu Thủ tướng Thaksin Shinawatra hai năm tù vì tham nhũng; ông đang lưu vong tại Anh.

## Thứ sáu, ngày24 tháng 10
- Nguyên thủ 45 quốc gia họp tại Bắc Kinh để khai mạc thượng đỉnh ASEM lần thứ 7.

## Thứ ba, ngày28 tháng 10
- Microsoft phát hành một phiên bản thử nghiệm của Windows 7 cho các nhà phát triển phần mềm tại hội nghị PDC.

## Thứ tư, ngày29 tháng 10
- Viswanathan Anand (Ấn Độ) thắng Vladimir Borisovich Kramnik (Nga) để giữ chức Vô địch cờ vua thế giới.
- Sau bốn ngày chiến đấu chống phái đoàn MONUC của Liên Hợp Quốc tại Kivu (CHDC Congo), tướng nổi loạn Laurent Nkunda ra lệnh ngừng bắn.
- Trận động đất có cường độ 6,4 MW làm 215 người thiệt mạng tại Baloutchistan (Pakistan).
- Mohamed Nasheed thắng cuộc bầu cử Tổng thống dân chủ đầu tiên trong lịch sử Maldives.

## Thứ năm, ngày30 tháng 10
- Một loạt vụ đánh bom tại Assam (Ấn Độ) làm ít nhất 77 người thiệt mạng và 470 người bị thương.
- Kính viễn vọng không gian Hubble lại bắt đầu hoạt động dùng máy móc dự phòng.
- Cơn mưa lớn gây lũ lụt tại nhiều tỉnh miền Bắc và Bắc Trung Bộ Việt Nam.

## Thứ sáu, ngày31 tháng 10
- Vụ bê bối sữa Trung Quốc mở rộng khi melamin được phát hiện trong bốn loại trứng.